# مرکز تحقیقات روی مورگان
مرکز تحقیقات روی مورگان (به انگلیسی: Roy Morgan Research) یک شرکت تحقیقات بازاریابی استرالیایی است که مقر آن در ملبورن قرار دارد. این مرکز در سال ۱۹۴۱ توسط روی مورگان (۸۵-۱۹۰۸) تأسیس شد و در حال حاضر آن پسرش،گری مورگان رئیس اجرایی شرکت را بر عهده داشته و مدیر عامل شرکت نیز مایکل لوین است.
این شرکت دارای گردش مالی سالانه بیش از ۴۰ میلیون دلار است و علاوه بر دفتر مرکزی در ملبورن، دفاتری در سیدنی، پرت و بریزبن و همچنین دفاتری بین‌المللی در اوکلند، لندن، نیویورک، پرینستون و جاکارتا دارد.